# Pachythelia hieracii
Pachythelia hieracii är en fjärilsart som beskrevs av Fabricius 1775. Pachythelia hieracii ingår i släktet Pachythelia och familjen säckspinnare. Inga underarter finns listade i Catalogue of Life.